# Ricochet (worstelaar)
Trevor Mann (Alton (Illinois), 11 oktober 1988), beter bekend als Ricochet, is een Amerikaans professioneel worstelaar  die van 2018 tot 2024 uit kwam World Wrestling Entertainment.. In augustus 2024 tekende hij een contract bij AEW.
Mann heeft voor verschillende organisaties gewerkt zoals bij de Japanse worstelorganisatie Dragon Gate (DG) en haar branche in Amerika genaamd Dragon Gate USA (DGUSA) waar hij onder ander het één keer het Open the Brave, Dream, Triangle, Twin en Freedome Gate Championships heeft gewonnen en won zowel het 2013 King of the Gate toernooi. Daarnaast werkte Mann ook voor Lucha Underground waar hij de inaugurele en 2-voudig Lucha Underground Champion is. Van 2010 tot 2018 werkte Mann voor Pro Wrestling Guerrilla (PWG) waar hij een voormalige PWG World Champion is en 2-voudig winnaar is van het Battle of Los Angeles (BOLA) toernooi in 2014 en 2017. Tot slot werkte Mann, met een worstelmasker, voor de Amerikaanse Chikara worstelorganisatie.
Mann is ook bekend van zijn tijd bij de Japanse worstelorganisatie New Japan Pro Wrestling (NJPW) van 2013 tot 2017, waar hij een 3-voudig IWGP Junior Heavyweight Tag Team Champion en NEVER Openweight 6-Man Tag Team Champion is. Tot slot won hij 2 toernooien genaamd het Best of the Super Juniors in 2014 en het Super Jr. Tag toernooi in 2015 met Matt Sydal.
In 2018 had hij een contract getekend bij WWE en werd verwezen naar NXT waar hij won in zijn debuut wedstrijd. Het eerste evenement waar Mann verscheen was het evenement NXT TakeOver: New Orleans, waar hij een wedstrijd had voor het NXT North American Championship, een kampioenschap die hij toch later won bij het evenement NXT TakeOver: Brooklyn 4. In 2019 won hij het jaarlijkse Dusty Rhodes Tag Team Classic-toernooi met Nederlands professioneel worstelaar Aleister Black als zijn tag team partner op een aflevering van NXT. Ricochet is tevens een voormalige WWE United States Champion en WWE Intercontinental Champion.

## Professioneel worstel-carrière (2003–)

### Vroege carrière (2003–2006)
Trevor begon bij de organisatie Chaos Pro Wrestling in 2003 onder de ringnaam Ricochet. Hij was vooral actief in het onafhankelijk circuit totdat hij op 6 februari 2006 zijn eerste grote optreden maakte tijdens Insanity Pro Wrestling's Sacrifice evenement, waar hij deelnam aan een eliminatiematch van vijf man met zijn toekomstige rivaal Chuck Taylor, DieHard, Tony Galloway en Ty Blade. Ricochet was als laatste geëlimineerd van de wedstrijd door Taylor. Een paar weken later, op 18 februari, nam Ricochet deel aan zijn eerste grote kampioenschapswedstrijd toen hij, Chuck Taylor, Jeff Jameson, Brian Sterling en Cabana Man Dan deelnamen aan een andere vijfmans-eliminatiewedstrijd bij Independent Wrestling Association Mid-South's Xtreme Warfare evenement voor het vacante Deep South Heavyweight Championship, dat Cabana Man Dan won.
Een paar maanden later op 1 april bij IWA Mid-South's We're No Joke! evenement, nam Ricochet deel aan een 9-man tables, ladders en chairs wedstrijd om de eerst volgende tegenstander te worden voor het Light Heavyweight Championship. Op diezelfde dag nam Ricochet ook deel aan het evenement Mischief, Mayhem and Revenge van Insanity Pro Wrestling, waar hij verloor van Taylor voor het Junior Heavyweight Championship van de organisatie.

### Chikara

#### Young Lions Cup Champion (2006–2008)

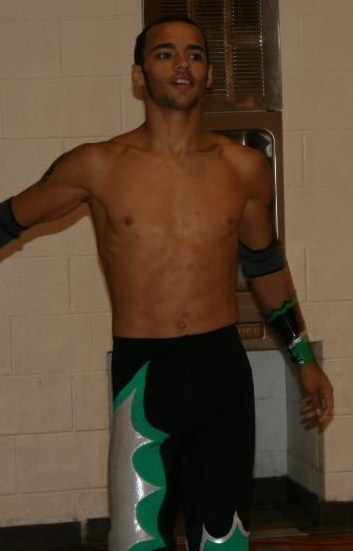
Ricochet in 2008

Op 24 juni 2006, maakte Ricochet zijn debuut bij Chikara verloor in de eerste rond van Chuck Taylor in het Young Lions Cup toernooi. De volgende had hij een tag team match met Player Uno tegen Taylor en Cloudy. Die laatste wonnen. Op 17 november 2006, bij het Brick evenement, won Ricohet voor de eerste keer waar bij hij, Cloudy en Mike Quackenbush wonnen van Cheech, Retail Dragon en  Shane Storm. De volgende dag, verloor Ricochet van Taylor bij het evenement Talent Borrows; Genius Steals.
Op 16 februari 2007, bij het King of Trios evenement, maakte Ricochet zijn eerste uitdaging voor het Young Lions Cup, maar verloor van Max Boyer voor het kampioenschap. 2 dagen later verloor hij van Claudio Castagnoli. Op 22 april 2007 nam Ricochet deel aan de halve finale van het allereerste Rey de Voladores toernooi, waar hij verloor in een Fatal-4 Way match tussen Retail Dragon, Pac en oud rivaal Chuck Taylor, van wie de laatste het toernooi won. Op 23 juni 2007, won hij in de eerste ronde van de vijfde Young Lions Cup toernooi, nadat hij won van Chrisjen Hayme. Later die dag, won  Ricochet in een 6-way eliminatie wedstrijd in de halve finales om door te gaan naar de finales. De volgende dag verloor hij van Chuck Taylor voor het vacante Young Lions Cup. Op 18 augustus 2007, bij het Here Come The International Invaders evenement, verloor Ricochet van Chuck Taylor in een Young Lions Cup vs. Carreer wedstrijd en werd geforceerd Chikara te verlaten.
Op 27 oktober 2007, bij het New Star Navigation evenement, Ricochet, met een nieuw kapsel, nieuwe kleding en een worstelmasker, keerde terug naar Chikara onder de ringnaam Helios waar hij eindelijk Chuck Taylor versloeg voor het Young Lions Cup. Taylor betwistte echter de overwinning van Helios door te beweren dat Helios eigenlijk Ricochet was. Op 16 november 2007, bij het Battle Of Who Could Care Less evenement, behield Helios zijn Young Lions Cup na het verslaan van Hydra. De volgende dag bij The Sordid Perils Of Everyday Existence evenement, behield Helios opnieuw zijn titel, van Fire Ant.

#### The Future is Now (2008–2010)

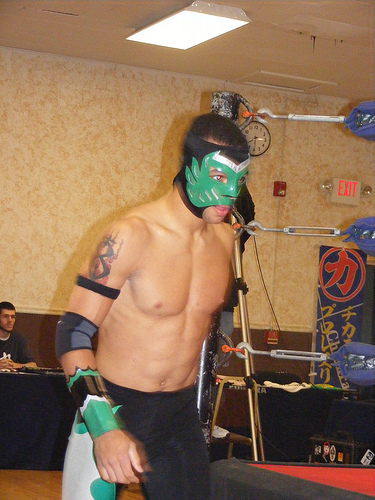
Ricochet als Helios bij een evenement van Chikara

Op 29 februari 2008, vormde Helios met Incoherence (Hallowicked and Delirious) een team en heette "The Golden Trio" en namen deel aan het 2008 King of Trios toernooi. Na het krijgen van een bye in de eerste ronde, won The Golden Trio van Team IPW:UK (Martin Stone, Terry Frazier & Sha Samuels) en The Fabulous Three (Larry Sweeney, Mitch Ryder & Shayne Hawke) in de tweede en kwartfinales, voordat ze verloren van The BLKOUT in de halve finales. Op 19 april 2008, bij het Deuces Wild evenement, behield Helios zijn Young Lions Cup titel door overwinning op Lince Dorado. Op 15 mei 2008, bij het Gift And Glory evenement, verloor Helios in de finales van Incognito in het Rey de Voladores toernooi. Op 15 juni 2008, verloor hij zijn Young Cup Lions, nadat Fire Ant won van Vince Gerard in finales van het zesde Young Lions Cup toernooi. Op 6 september 2008, vormde Helios een team met Tim Donst en namen deel aan de allereerste La Lotería Letal toernooi, maar verloren in de eerste ronde. Op 11 november 2008, bij het Cibernetico Begins evenement, was Helios deelnemer van Team Equinox (Equinox, Fire Ant, Soldier Ant, Worker Ant, Hydra, Tim Donst & Mike Quackenbush) en wonnen van Team Vin Gerard (Gerard, STIGMA, Lince Dorado, UltraMantis Black, Crossbones, Amasis, Ophidian & Eddie Kingston) in een 16-man eliminatiewedstrijd. Op 12 december 2008, bij het Face with a View evenement, vormde Helios een team genaamd "The Future is Now" met Equinox en Lince Dorado en wonnen van The UnStable (Vin Gerard, Colin Delaney and STIGMA).
Op 1 januari 2009, verloren The Future is Now (Helios & Dorado) hun eerste wedstrijd van Team F.I.S.T. (Icarus, Gran Akuma). Bij de 2009 King of Trios toernooi, won The Future is Now van Team DDT (Kota Ibushi, KUDO & Michael Nakazawa) en The Osirian Portal (Amasis, Ophidian & Escorpion Egipcio) in de eerste en kwartfinales respectievelijk, voordat ze verloren van Team F.I.S.T. (Icarus, Gran Akuma & Chuck Taylor) in de halve finales. Op 26 april 2009, won The Future is Now van The Osirian Portal bij het evenement The Bobliographon.
Bij de eerste show van Chikara in 2010, verliet Lince Dorado The Future is Now en keerde zich tegen Equinox en voegde zich toe bij de Bruderschaft des Kreuzes (BDK) heel stable team. In mei 2010, gedurende Aniversario weekend, wonnen Helios en Equinox van Dorado en Tim Dornst in een tag team match en daarna wonnen de twee nog een four-team eliminatie wedstrijd en hadden drie punten nodig om uit te dagen voor het Campeonatos de Parejas. Helios en Equinox kregen hun titelwedstrijd op 27 juni 2010 bij het evenement Faded Scars and Lines, maar verloren van BDK (Ares & Claudio Castagnoli). The Future is Now kwam ten einde op 10 september 2010. Dit evenement markeerde ook Helios 'laatste optreden voor Chikara, aangezien hij regelmatig begon te werken voor zowel Dragon Gate als Dragon Gate USA.

### Evolve en Dragon Gate USA (2010–2017)
Op 16 januari 2010, maakte Ricochet zijn debuut voor Evolve bij de debuut show Evolve 1: Ibushi vs Richards en won van Arik Cannon. Bij het tweede evenement van Evolve, Evolve 2: Hero vs Hidaka op 13 maart 2010, verloor Ricochet van Chuck Taylor en via count-out op 1 mei 2010 bij het evenement Evolve 3: Rise Or Fall van Johnny Gargano. Op 23 juli 2010, verloor hij van Drake Younger in een four-way wedstrijd. Op 11 september 2010, won hij van Kyle O'Reilly.
Op 24 juli 2010, maakte Ricochet zijn debuut bij Dragon Gate USA bij het Enter the Dragon 2010 evenement, waar hij verloor van Chuck Taylor in een 4-way match. Op 25 september 2010, vormde Ricochet een team met Cima en wonnen van Speed Muscle (Masato Yoshino & Naruki Doi) in een tag team match. De volgende dag won Ricochet van Gran Akuma. Op 29 oktober 2010, bij Dragon Gate USA's eerste pay-per-view (PPV) evenement, Bushido: Code of the Warrior, worstelde Ricochet in een 4-way match, die gewonnen werd door Chuck Taylor. Bij de opnames van Freedom Fight 2010, nam Ricochet het op met Genki Horiguchi en Austin Aries in een 6-man tag team match die ze wonnen van Ronin (Chuck Taylor, Johnny Gargano & Rich Swann).
Toen Dragon Gate USA terug keerde op 29 januari 2011, vertegenwoordigde Ricochet nu de Blood Warriors stable en werkte samen met nieuwe stable genoot Naruki Doi in het toernooi om de allereerste Open the United Gate Champions te bekronen. Ricohet en Doi verloren in de eerste ronde in het toernooi van Chuck Taylor & Johnny Gargano. De volgende dag verloren Ricochet en Doi van Masato Yoshino en Pac. Op 2 april, bij het evenement Mercury Rising, wonnen Ricochet, Cima en Naruki van Ronin (Chuck Taylor, Johnny Gargano & Rich Swann) in een 6-man tag team wedstrijd. Ricochet leverde een enkelblessure op tijdens de wedstrijd, dus kon hij niet meedoen in het Open the United Gate Championship toernooi voor de volgende dag.
Op 11 september 2011, bij het Way of the Ronin 2011 evenement, wonnen Ricochet en Cima het Open the United Gate Championship van Masato Yoshino en Pac, waarbij het Open the Twin Gate Championship ook op het spel stond. Na de samenwerking tussen Evolve en DGUSA, had Ricochet deelgenomen aan zijn laatste wedstrijd in het professioneel worstelen in het Asylum Arena waar hij verloor van Johnny Gargano voor het Open the Freedom Gate Championship op 14 januari 2012 bij een evenement van Evolve. Op 30 maart 2012, moesten Ricochet en Cima het Open the United Gate Championship vacant stellen, nadat Cima buitenspel stond met een nekblessure. Ricochet vormde een team met Masato Yoshino en wonen het Open the United Gate Championship van Chuck Taylor en Johnny Gargano. Op 21 juni 2012, werden Ricochet en Yoshino gestript van hun titels, omdat Yoshino niet verscheen bij evenementen van Dragon Gate USA. Op 29 juli 2012, was er een wedstrijd om de nieuwe Open the United Gate Champions te bekronen, waar bij het team van Ricochet en Rich Swann verloren van Cima en AR Fox. Op 2 november 2012, bij het Fearless evenement, verloor Ricochet in een Respect wedstrijd van Fox en werd geforceerd om Fox te respecteren. Twee dagen later bij het Freedom Fight evenement, Ricochet daagde tevergeefs Johnny Gargano uit voor het Open the Freedom Gate Championship in een four-way eliminatiewedstrijd. Op 4 april 2014, won Ricochet het Open the Freedom Gate Championship van Johnny Gargano. Op 16 november 2014, verloor Ricohet de titel aan Johnny Gargano gedurende een tour in China.

### Pro Wrestling Guerrilla (2010–2018)
Op 5 september 2010, maakte Ricochet zijn debuut bij de Zuid-Californische worstelorganisatie Pro Wrestling Guerrilla (PWG) en verloor in zijn debuut wedstrijd van Claudio Castagnoli in de eerste ronden van de 2010 Battle of Los Angeles toernooi. Op die zelfde dag participeerde Ricochet in een 6-man tag team wedstrijd waar hij, Johnny Goodtime en Rocky Romero verloren van Brian Cage, Chuck Taylor en Ryan Taylor.
Op 9 oktober 2010, had Ricochet een grote overwinning op PWG World Tag Team Champion El Generico.

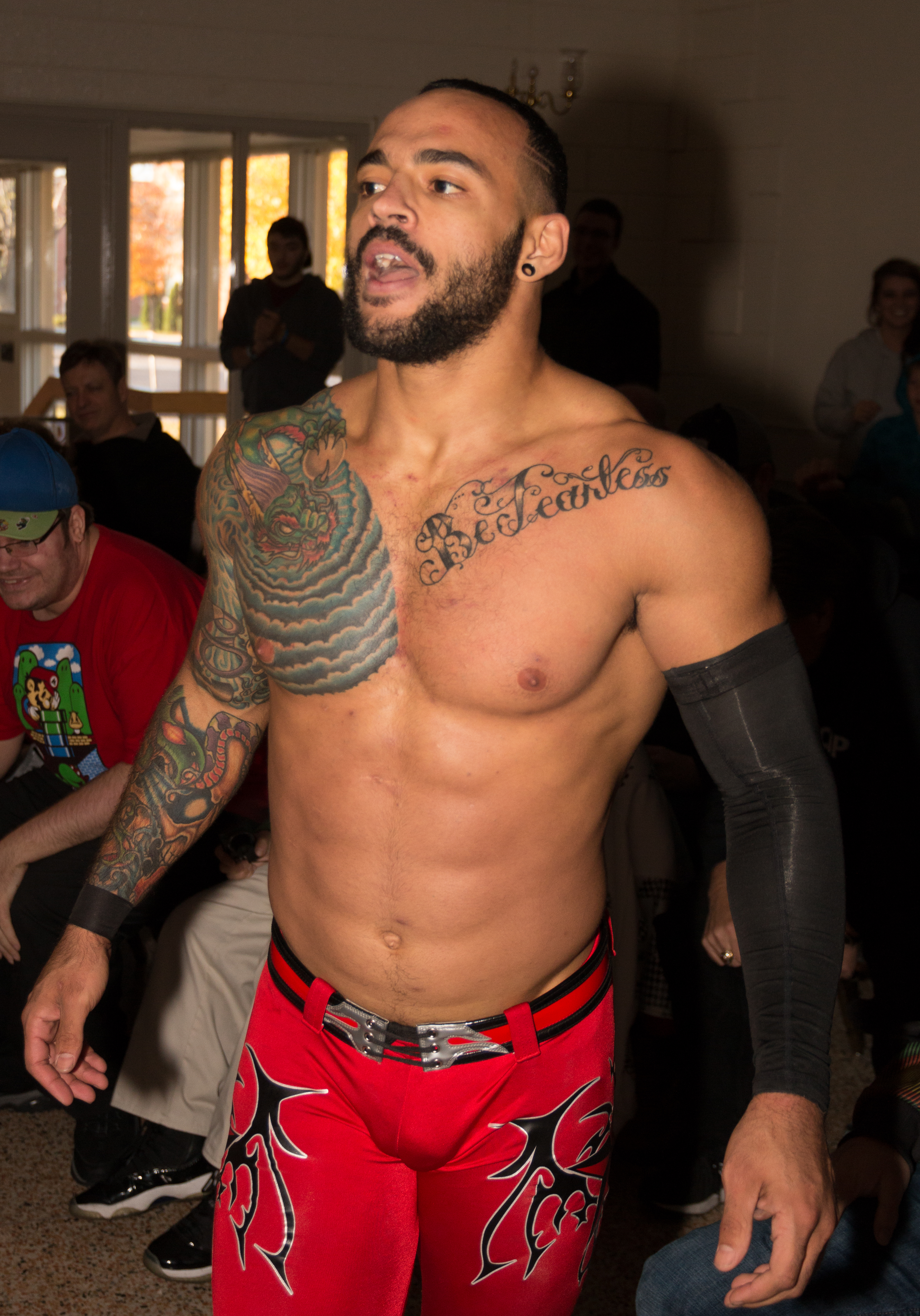
Ricochet in 2014

Ricochet keerde terug naar PWG op 9 april 2011 en verving Paul London in een evenement, wegens omstandigheden, en verloor samen met El Generico het PWG World Tag Team Championship aan The Young Bucks (Matt & NIck Jackson). El Generico gaf Ricochet de schuld van de nederlaag. Op 27 mei 2011, bij het evenement All Star Weekend 8, verloren Ricochet en El Generico van Nightmare Violence Connection (Akira Tozawa & Kevin Steen). Op 29 januari 2012, keerde Ricochet terug naar PWG en vormde een team met Cima waar hun verloren van RockNES Monsters (Johnny Goodtime & Johnny Yuma).
Op 25 mei 2012, keerde Ricochet weer terug naar PWG en verloor van El Generico.
Op 1 september 2012, nam Ricochet deel aan de 2012 Battle of Los Angeles toernooi en won in de eerste ronde van PWG World Champion Kevin Steen door een afleiding van rivaal Brian Cage. De volgende dag won Ricochet in de kwart finales van Roderick Strong, voordat hij geëlimineerd werd in de halve finales door Michael Elgin van het toernooi. Op 27 oktober 2012, daagde Ricochet tevergeefs Kevin Steen uit voor het PWG World Championship.
Op 12 januari 2013, vormde Ricochet een team met Rich Swann voor de 2013 Dynamite Duumvirate Tag Team Title toernooi. Hun verloren in de eerste ronde van The Young Bucks.
Op 9 augustus 2013, bij PWG's  tenth anniversary evenement, verloren Ricochet en Swann van The Young Bucks in een ladder match voor het PWG World Tag Team Championship.
Op 31 januari 2014, hadden Ricochet en Swann de halve finales bereikt van de 2014 Dynamite Duumvirate Tag Team Title toernooi, voordat ze verloren van Best Friends (Chuck Taylor & Trent).
Op 31 augustus 2014, won Ricochet van Johnny Gargano en Roderick Strong in de finales en won de 2014 Battle of Los Angeles toernooi. Al resultaat kreeg een match voor het PWG World Championship, maar verloor van de verdediger Kyle O'Reilly op 12 december 2014.
Op 3 september 2017, won Ricochet van Jeff Cobb en Keith Lee in de finales en won de 2017 Battle of Los Angeles en bekwam de eerste tweevoudige winnaar van de Battle of Los Angeles toernooi. Op 21 oktober 2017, won Ricochet het PWG World Championship voor de eerste keer van Chuck Taylor. Bij het evenement PWG Mystery Vortex V, verloor hij de titel aan Chuck Taylor in een Guerrilla Warfare match.

### Dragon Gate (2010–2015, 2017)
Gedurende zijn werk bij Dragon Gate USA, maakte Ricochet zijn eerste tour door Japan met moederonderneming Dragon Gate. Hij maakte zijn debuut op 10 december 2010, waar hij met zijn Warriors stable teamgenoten, Cima en Masaaki Mochizuki, wonnen in een 6-man tag team match van Gamma, Kzy en Naruki Doi. Zijn tour eindigde op 26 december 2010, waar hij, Cima en Dragon Kid het Open the Triangle Championship wonnen van Naoki Tanisaki, Takuya Sugawara en Yasushi Kanda bij het evenement Final Gate.
Op 4 januari 2011, keerde Ricochet heel (NB: slechterik) met de rest van Warriors en vielen Masato Yoshino en World–1 aan en voegde zich toe bij de groep van Naruki Doi. Op 18 januari 2010, werd de groep hernoemd naar Blood Warriors. Op 10 februari 2011, wonnen Cima, Naruki Doi en Gamma van Masato Yoshino, BxB Hulk en Susumu Yokosuka in een 6-man tag team match, waar bij Pac geforceerd werd om World–1 te verlaten en moest zich aansluiten bij Blood Warriors. Ricochet blokkeerde echter de zet, omdat hij voelde dat hij, en niet Pac, de beste hoogvlieger ter wereld was en in plaats daarvan daagde hij hem uit voor een wedstrijd voor zijn Open the Brave Gate Championship. De wedstrijd vond plaats op 1 maart 2011, waarbij Pac won. Op 15 mei 2011, keerde de Blood Warriors tegen Dragon Kid en werd uit ge groep gegooid, maar was nog steeds Open the Triangle Champion met Cima en Ricochet. Als resultaat werd de titel vacant gesteld. Op 17 juli 2011, wonnen Ricohet en Cima het Open the Twin Gate Championship van Pac en Dragon Kid. Op 19 november 2011, won Ricochet het Open the Brave Championship van Pac. Na hun derde succesvolle verdediging van het Open the Twin Gate Championship op 30 november 2011, stelden Ricochet en Cima de titel vrij, zodat Ricochet zich kon concentreren op het verdedigen van het Open the Brave Gate Championship en Cima om zich te concentreren op het najagen van het Open the Dream Gate Championship.
Op 9 januari 2012, nam Akira Tozawa de leider van Blood Warriors over, waarbij Cima uit de groep werd gegooid. Nadat Ricochet continueerde om samen te werken met CIMA in Dragon Gate USA, werd er op 9 februari 2012 aangekondigd dat Ricohet ook uit de groep werd gegooid. Op 4 maart 2012, beslisten Ricochet en Cima om uit elkaar tegaan als team. Op 6 mei 2012, verloor Ricochet zijn Open the Brave Gate Championship aan Dragon Kid. Op 25 mei 2013, won Ricochet van Shingo Takagi in de finales van de 2013 King of Gate toernooi. Als resultaat kreeg Ricochet een wedstrijd voor het Open the Dream Gate Championship, maar verloor van de titelverdediger Cima op 16 juni 2013. Op 21 juli 2013, wonnen Ricochet en Naruki Doi het Open the Twin Gate Championship van Akira Tozawa en BxB Hulk. Op 30 augustus 2013, verloren ze de titel aan Dragon Kid en K-Ness. Op 12 september 2013, keerde Doi zich tegen Masato Yoshino, wat betekende het einde van World–1. Ricochet vond snel een nieuwe alliantie en vormde Monster Express met Yoshino, Akira Tozawa, Shachihoko Boy, Shingo Takagi en Uhaa Nation.
Op 2 maart 2014, won Ricochet het Open the Dream Gate Championship van zijn teamgenoot Masato Yoshino. Ricochet maakte zijn eerste succesvolle titelverdediging slechts vier dagen later tegen een andere teamgenoot, Uhaa Nation. Na een regeerperiode van twee maanden, verloor Ricochet het Open the Dream Gate Championship aan Yamato in zijn tweede verdediging op 5 mei 2014. Ricochet keerde terug naar Dragon Gate in de zomer van 2015. Op 20 juli 2015, daagde hij en Matt Sydal tevergeefs Naruki Doi en Yamato uit voor het Open the Twin Gate Championship. Ricochet keerde, na 2 jaar, terug naar Dragon Gate op 3 november 2017 en won van Eita. Vijf dagen later worstelde hij zijn afscheidswedstrijd in Dragon Gate.

### New Japan Pro Wrestling (2013–2017)
Op 3 mei 2013, kondigde NJPW aan dat Ricochet participeerde in de 2013 Best of the Super Juniors toernooi. Hij maakte zijn debuut bij de organisatie op 22 mei 2013 en won met Kenny Omega in een tag team match van Suzuki-gun (Taichi en Taka Michinoku). in de "round-robin" gedeelte van het toernooi, lukte het Ricochet om vijf van de acht wedstrijden te winnen met een nederlaag tegen Alex Shelley op 6 juni 2013.

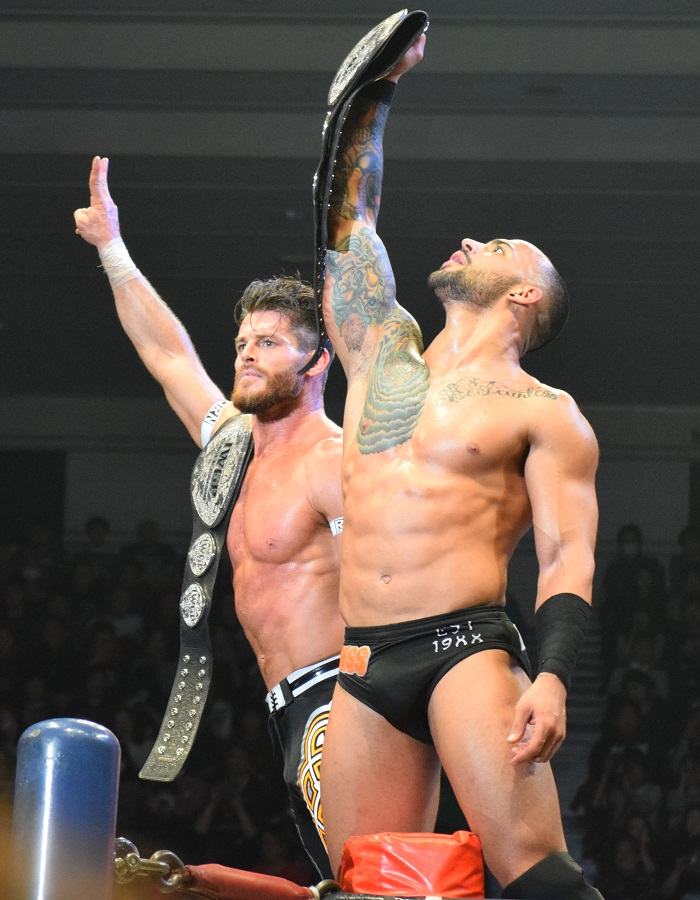
Ricochet (rechts) en Matt Sydal als de IWGP Junior Heavyweight Tag Team Champions

Ricochet keerde terug en nam deel aan de 2014 Best of the Super Juniors toernooi op 30 mei 2014, waar hij als record 5 vijf wedstrijd won en 2 verloor. Op 8 juni 2014, won Ricochet van Ryusuke Taguchi in de halve finales, daarna van Kushida in de finales en won de 2014 Best of the Super Juniors toernooi en bekwam Number One Contender voor het IWGP Junior Heavyweight Championship. Op 21 juni 2014, bij het evenement Dominion 6.21, daagde Ricochet tevergeefs Kota Ibushi uit voor het IWGP Junior Heavyweight Championship.
Op 3 juli 2015, keerde Ricochet plotseling terug naar NJPW en daagde de winnaar uit van de IWGP Junior Heavyweight Championship wedstrijd uit tussen Kenny Omega en Kushida dat twee dagen later plaats vond. Ricochet kreeg zijn wedstrijd voor de titel maar verloor van Kushida op 16 augustus 2015. Ricochet keerde terug naar NJPW op 24 oktober 2015, waar hij en Matt Sydal deelnamen aan de 2015 Super Jr. Tag toernooi en wonnen van Time Splitters (Alex Shelley & Kushida) in de eerste ronde. Op 1 november 2015, wonnen Ricochet en Sydal van The Young Bucks om door te gaan naar de finales. In de finales wonnen ze van Roppongi Vice (Beretta & Rocky Romero) bij het evenement Power Struggle op 7 november 2015.
Op 4 januari 2016, bij het evenement Wreslte Kingdom 10 in Tokyo Dome, namen Ricohet en Matt Sydal deel aan een four-way wedstrijd voor het IWGP Junior Heavyweight Tag Team Championship, maar verloren van The Young Bucks. Op 11 februari 2016, bij het evenement The New Beginning in Osaka, bekwamen Ricochet en Sydal IWGP Junior Heavyweight Tag Team Champions door een overwinning op The Young Bucks en reDRagon (Bobby Fish en Kyle O'Reilly). Ze verloren de titels aan Roppongi Vice bij het evenement Invasion Attack, maar wonnen de titels werd bij het evenement Wrestling Dontaku op 3 mei 2016. Later in die maand nam Ricochet deel aan de 2016 Best of the Super Juniors. Op 19 juni 2016, bij het evenement Dominion 6.19 in Osaka-jo Hall, verloren Ricochet en Sydal het IWGP Junior Heavyweight Tag Team Championship aan The Young Bucks in four-way eliminatie wedstrijd, waarbij reDRagon en Roppongi Vice ook betrokken waren.

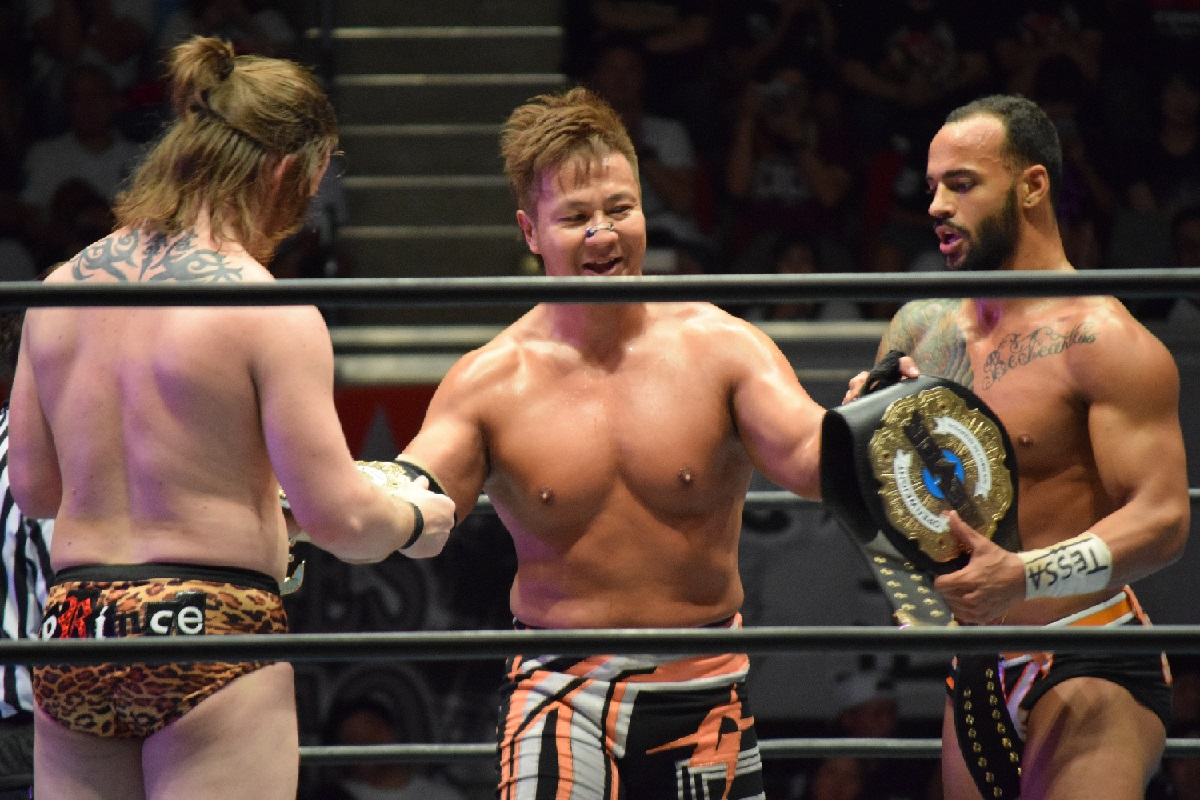
Ricochet (rechts), David Finlay (link) en Satoshi Kojima (midden) als de NEVER Openweight 6-Man Tag Team Champions

Op 3 juli 2016, vormende Ricochet en Sydal een team met Satoshi Kojima en wonnen het NEVER Openweight 6-man Tag Team Championship van The Elite (Kenny Omega en The Young Bucks). Op 25 september 2016, werden ze gestript van de titel, doordat Sydal het niet kon maken bij een titelwedstrijd, door reisbeperkingen, bij het evenement Destruction in Kobe. Op diezelfde dag vormde Ricochet en Kojima een team met David Finlay en herwonnen het kampioenschap door Adam Cole en The Young Buckss te verslaan. Dit leidde tot een wedstrijd bij het evenement King of Pro-Wrestling op 10 oktober 2016, waarbij Ricochet en Sydal tevergeefs The Young Bucks uitdaagde voor het IWGP Junior Heavyweight Tag Team Championship. Ricochet, Finlay en Kojima verloren het NEVER Openweight 6-man Tag Team Championship aan Los Ingobernables de Japon (Bushi, Evil en Sanada) bij het evenement Wrestle Kingdom 11 in Tokyo Dome op 4 januari 2017. Ricohet voegde zich toe bij het Taguchi Japan stable team, waar hij Ryusuke Taguchi en Hiroshi Tanahashi het NEVER Openweight 6-man Tag Team Championship wonnen van Los Ingobernables de Japon (Bushi, Evil en Sanada) op 4 april 2017. Op 29 april 2017, daagde Ricochet tevergeefs Hiromu Takahashi uit voor het IWGP Junior Heavyweight Championship uit. Op 3 mei 2017, bij het evenement Wrestling Dontaku, verloren Ricochet, Tanahashi en Taguchi het NEVER Openweight 6-man Tag Team Championship aan L.I.J. Daarna nam Ricochet deel aan de 2017 Best of the Super Juniors toernooi, waar hij een overwinning had op IWGP Junior Heavyweight Champion Hiromu Takahashi. Hij maakte niet om naar de finales te gaan en had een record van vier overwinningen en drie nederlagen.
Ricochet vormde een team met genaamd Funky Future met Ryusuke Taguchi. Op 13 augustus 2017, wonnen de twee van The Young Bucks en waren de nieuwe IWGP Junior Heavyweight Tag Team Champions. Ze verloren de titel aan Roppongi 3K (Sho and Yoh) bij evenement King of Pro-Wrestling op 9 oktober 2017. Na de wedstrijd nam Ricochet de verantwoordelijkheid voor het verlies op zich en bedankte zowel NJPW als Taguchi Japan. Zijn maniertjes werden geïnterpreteerd als zijnde dat hij zijn laatste wedstrijd had geworsteld bij NJPW. Op 8 november 2017, bevestigde Ricochet dat hij zijn laatste wedstrijd in Japan had geworsteld.

### Lucha Underground (2013–2017)
In september 2014, was er gemeld dat Mann een contract heeft getekend bij een televisieserie van El Rey network, Lucha Underground. Hij nam een gemaskerd personage aan met de ringnaam Prince Puma. Hij kreeg een fictieve Latino-achtergrond en werd geleid door Konnan, waarbij hij het grootste deel van het gesprek namens hem deed. Puma worstelde in de main event op de debuut aflevering van Lucha Underground op 29 oktober 2014, waar hij verloor van Johnny Mundo. Puma won van negentien andere worstelaars in de Aztec Warfare battle royal en bekwam inaugurele Lucha Undergound Champion op 7 januari 2015 (opgenomen op 5 oktober 2014). Zijn eerste verdedigingswedstrijd was tegen Fénix op 14 januari 2015, op een aflevering van Lucha Underground. Daarna had een Puma een rivaliteit met Cage, dat leidde tot een wedstrijd tussen twee op 25 maart 2015 voor het kampioenschap, waar Puma won. Op 19 april 2015, aflevering van Ultima Lucha, verloor Puma de titel aan Mil Muertes. Daarna vormde hij een team met El Dragon Azteca Jr. and Rey Mysterio Jr. en namen deel aan een toernooi voor het Trios Championship. Na een overwinning van Taya, Cage en Mundo in een kwalificatiewedstrijd, wonnen ze de titels door Fénix, PJ Black en Jack Evens te elimineren.
Mann had oorspronkelijk een contract getekend met Lucha Underground, waardoor hij een uitval kreeg na het einde van het derde seizoen van het programma. Terwijl WWE naar verluidt op zoek was om een contract te laten tekenen, bood Lucha Underground Mann een nieuw contract aan, waardoor hij in NJPW kon blijven werken en hem 'een van de best betaalde niet-WWE-talenten in de branche zou hebben gemaakt. Op 26 juni 2016, aflevering van Ultima Lucha Tres, had Prince Puma Johnny Mundo uitgedaagd voor een wedstrijd voor het Luncha Underground Championship, waar hij als toevoeging had gezegd dat hij zijn carrière op het spel zet. Puma won de wedstrijd en de titel en was daarna onmiddellijk uitgedaagd door Gift of the Gods Champion Pentagón Dark, waarbij de verliezer geforceerd wordt met pensioen te gaan. Pentagón won de wedstrijd en het kampioenschap met hulp van Vampiro, waardoor Puma zijn carrière in Lucha Underground voorbij was. Hoewel zijn Lucha Underground contract van Mann was verlopen, kon hij pas op de televisie verschijnen voor een nieuwe organisatie als seizoen drie in zijn geheel was uitgezonden. Mann gaf later commentaar op zijn status en verklaarde dat een "ondergrondse worstelmaatschappij die [hem] tegenhoudt" de reden was dat hij nog niet was ondertekend door een "grote organisatie". De laatste aflevering van het derde seizoen werd uitgezonden op 18 oktober 2017, zestien maanden nadat het was opgenomen.

### WWE

#### Debuut en team met Aleister Black (2018–2019)

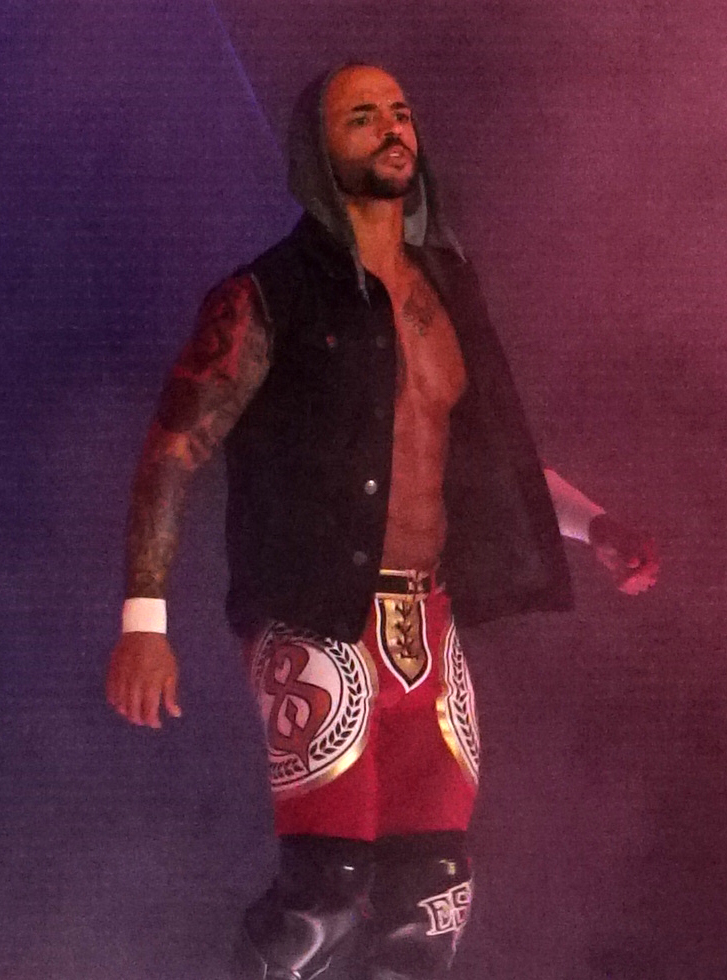
Ricochet maakte zijn debuut bij het evenement NXT TakeOver: New Orleans.

Op 26 januari 2018, kondigde WWE aan op hun website dat Ricochet een contract heeft getekend bij de organisatie en werd verwezen naar NXT. Op 27 januari 2018, bij het evenement NXT TakeOver: Philadelphia, was Ricochet te zien in het publiek. Ricochet maakte zijn debuut in een dark match (NB: wedstrijd dat niet uitgezonden wordt) en won van Fabian Aichner. Ricochet maakte zijn televisiedebuut bij het evenement NXT TakeOver: New Orleans in een 6-man ladder wedstrijd voor de inaugurele NXT North American Championship. Ricochet begon een vete met Velveteen Dream, over wie de betere performer was. Bij het evenement NXT TakeOver: Chicago II, won Ricochet van Dream en eindigde daarmee hun vete op 16 juni 2018.
Daarna had Ricochet een feud met de North American Champion Adam Cole en zijn stable The Undisputed Era (Bobby Fish, Kyle O'Reilly & Roderick Strong). Bij het evenement NXT TakeOver: Brooklyn 4, won Ricochet het NXT North American Championship van Adam Cole, zijn eerste titel in WWE, op 18 augustus 2018. Bij het evenement NXT TakeOver: WarGames op 17 november 2018, won Ricochet samen met Pete Dunne en The War Raiders van The Undisputed Era in een WarGames match. Bij het evenement NXT TakeOver: Phoenix op 26 januari 2019, verloor Ricochet het North American Championship aan Johnny Gargano. In maart van dat jaar, vormde Ricochet een team met Nederlands professioneel worstelaar Aleister Black en namen deel aan de 2019 Dusty Rhodes Tag Team Classic die zij wonnen door een overwinning op The Forgotten Sons (Steve Cutter & Wesley Blake) in de finales. Bij het evenement NXT TakeOver: New York, slaagde Ricochet en Black er niet in om een overwinning te krijgen op The War Raiders voor het NXT Tag Team Championship. Dit was Ricochet zijn laatste wedstrijd in NXT.
Op 18 februari 2019, aflevering van Raw, maakte Ricochet zijn debuut op het hoofdrooster en had een overwinning, met Intercontinental Champion Finn Bálor, op Bobby Lashley en Lio Rush. Ricochet continueerde zijn team met Aleister Black en namen deel aan een Raw Tag Team Championship wedstrijd bij het evenement Fastlane op 10 maart 2019, maar hadden een nederlaag. Ricochet en Black hadden ook een wedstrijd voor het SmackDown Tag Team Championship dat plaats vond bij het evenement WrestleMania 35 op 7 april 2019, maar slaagde er ook niet in op een overwinning.

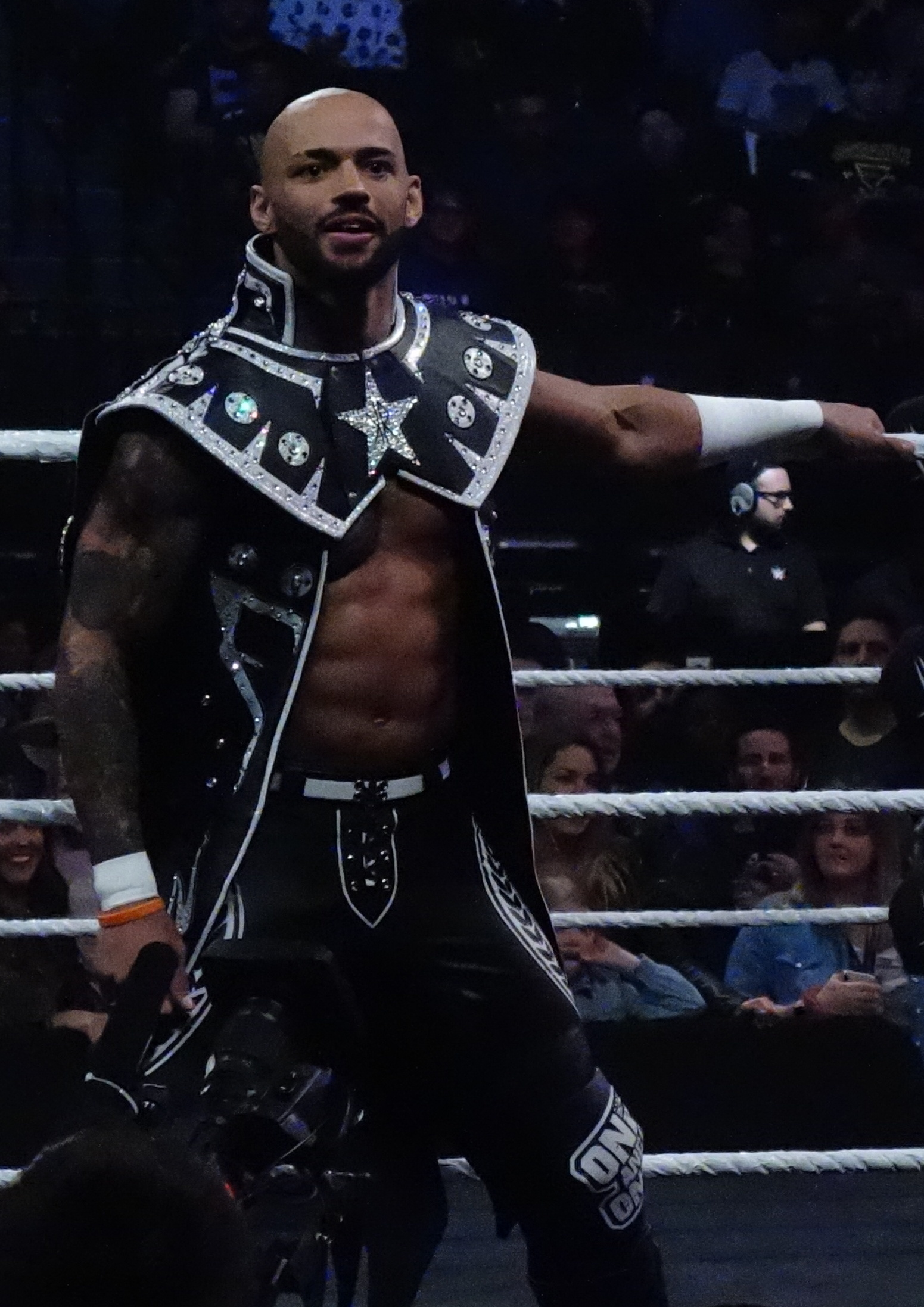
Ricochet in april 2019

Op 15 april 2019, was Ricochet verwezen naar Raw als deelname van de Superstar Shake-Up, wat de team van Ricochet en Black opsplitste, want Black was verwezen naar SmackDown. Op 22 april 2019, aflevering van Raw, verloor Ricochet van Robert Roode, wat zijn eerste verlies maakte. Op 19 mei 2019, participeerde Ricochet in de Money in the Bank ladder match bij het gelijknamige evenement, die werd gewonnen door Brock Lesnar. De volgende maand bij het evenement Super ShowDown op 7 juni 2019, was Ricochet te zien in een 51-man Battle Royal, maar verloor. Op 17 juni 2019, aflevering van Raw, won Ricochet een fatal-five-way eliminatie wedstrijd en bekwam de eerst volgende tegenstander voor het United States Championship. Bij het evenement Stomping Grounds op 23 juni 2019, won Ricochet het United States Championship van titelverdediger Samoa Joe. Ricochet verloor echter de titel aan AJ Styles bij het evenement Extreme Rules op 14 juli 2019. Ricochet kreeg nog een wedstrijd voor de titel bij het evenement SummerSlam op 11 augustus 2019, maar verloor.
Ricochet participeerde in de 2019 King of the Ring toernooi, waar hij een overwinning had in de eerste ronde van Drew McÍntyre. In de halve finales werd hij geëlimineerd door Baron Corbin. Op 31 oktober 2019, bij het evenement Crown Jewel, maakte Ricochet deel uit van Hulk Hogan's team samen met Roman Reigns, Rusev, Ali en Shorty G en hadden een overwinning op het team van Ric Flair (Randy Orton, Bobby Lashley, Drew McIntyre, King Corbin & Shinsuke Nakamura. Bij het evenement Survivor Series op 24 november 2019, maakte Ricochet deel uit van Team Raw waar hun verloren van Team Smackown in een 5-tegen-5-tegen-5 eliminatie wedstrijd, waar NXT ook betrokken was.

#### Team met Cedric Alexander en verschillende verhaallijnen (2020–heden)
Ricochet participeerde in Royal Rumble match op 26 januari 2020 bij het gelijknamige evenement, waar hij er voor zorgde dat Brock Lesnar werd geëlimineerd van de wedstrijd door hem een "low-blow" (jargon: een trap in het geslachtsdeel) te geven en werd vervolgens door Drew McIntyre werd geëlimineerd van de wedstrijd door zijn Claymore Kick afwerkingsbeweging te geven. Dit ging onheilspellend bij de fans. Op 3 februari 2020, aflevering van Raw, won Ricochet een triple threat match tegen Bobby Lashley en Seth Rollins en bekwam de nieuwe tegenstander voor Brock Lesnar bij het evenement Super ShowDown op 27 februari 2020 voor het Universal Championship. Bij het evenement verloor Ricochet al binnen twee minuten van Brock Lesnar. Daarna vormde Ricochet een team met Cedric Alexander op een aflevering van Raw, waar de twee wonnen van Oney Lorcan en Danny Burch op 6 april 2020. De weken er na hadden Ricochet en Alexander een vete met The Hurt Business (MVP, Bobby Lashley en Shelton Benjamin), nadat hun Apollo Crews geblesseerd hadden. Op 7 september 2020, aflevering van Raw, keerde Alexander zich echter tegen Ricochet en Crews tijdens een 6-man tag team match tegen The Hurt Business, waarbij Alexander zijn in de steek gelaten teamgenote aanviel en zich voegde bij The Hurt Business. De week er na op Raw, won Alexander van Ricochet. Op de aflevering van Raw op 12 oktober 2020, was de vete geëindigd toen hij won van Alexander door diskwalificatie, nadat hij een stoel in de ring gooide. Kort daarna werd Ricochet in het vizier gezet door Mustafa Ali en Retribution, waarna een vete begon. De komende weken verloor Ricochet door elk lid van Retribution. Ricochet participeerde in de Royal Rumble match op 31 januari 2021 bij het gelijknamige evenement, maar werd geëlimineerd door een terugkerende Kane. Bij de kick-off show van het evenement Elimination Chamber op 21 februari 2021, participeerde Ricochet in een fatal-4 way wedstrijd, waar Elias, Mustafa Ali en John Morrison ook betrokken waren. De winnaar, dat uiteindelijk John Morrison werd, van die wedstrijd verving Keith Lee's plaats bij het United States Championship triple threat wedstrijd later bij het evenement. Op 29 maart 2021, aflevering van Raw, verloor Ricochet van Drew McIntyre. Bij het evenement WrestleMania Backlash op 16 mei 2021, accepteerde Ricochet een uitdaging van Sheamus voor het United States Championship, maar verloor. Op een aflevering van Raw op 7 juni 2021, had Ricochet een wedstrijd tegen Humberto Carrillo om de eerst volgende tegenstander te worden voor het United States Championship, maar de wedstrijd leverde geen winnaar op. Op 21 juni 2021, aflevering van Raw, won Ricochet van AJ Styles om te kwalificeren voor het Money in the Bank ladder wedstrijd bij het gelijknamig evenement dat plaats vond op 18 juli 2021, waar hij niet won bij het evenement.

## Prestaties
- Chikara
  - Young Lions Cup V (1 time)[148]

- DDT Pro-Wrestling

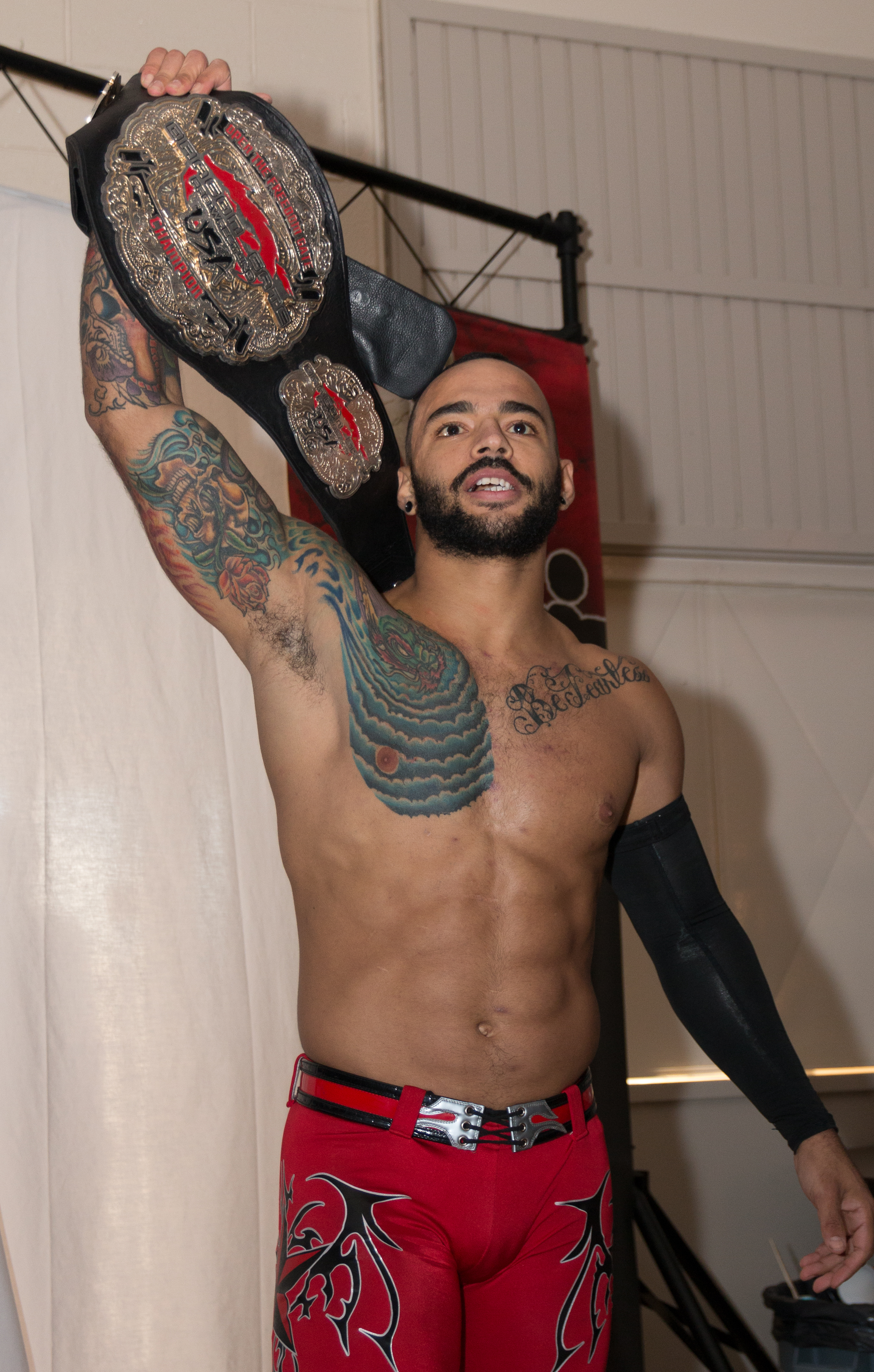
Ricochet met het Open the Freedom Gate Championship

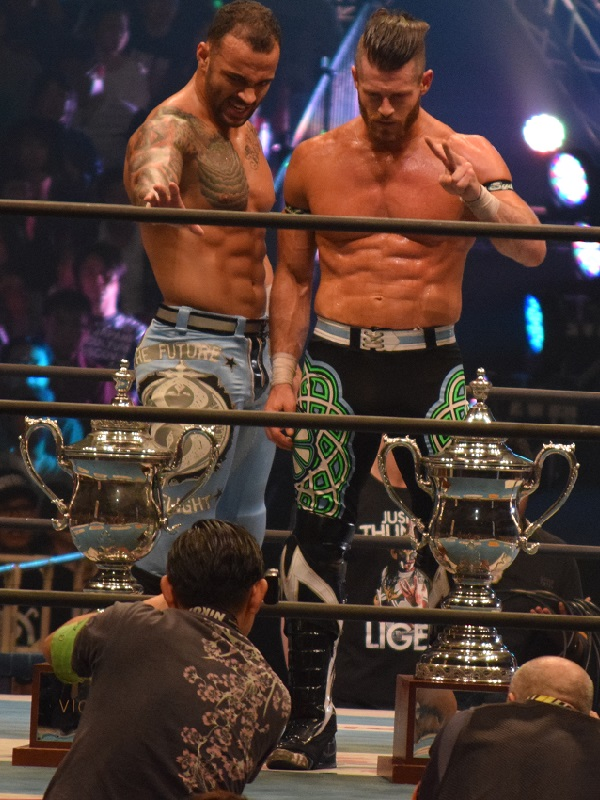
Ricochet (links) en Matt Sydal met de Super Jr. Tag Tournament trofeeën.

  - Ironman Heavymetalweight Championship (1 keer)[148]
- Dragon Gate
  - Open the Brave Gate Championship (1 keer)[148]
  - Open the Dream Gate Championship (1 keer)[148]
  - Open the Triangle Gate Championship (1 keer) – met Cima & Dragon Kid[148]
  - Open the Twin Gate Championship (2 keer) – met Cima (1) & Naruki Doi (1)[148]
  - King of Gate (2013)[6]
- Dragon Gate USA
  - Open the Freedom Gate Championship (1 keer)[148]
  - Open the United Gate Championship (2 keer) – met Cima (1) & Masato Yoshino (1)
- House of Glory
  - HOG World Heavyweight Championship (1 keer)[148]
  - HOG World Heavyweight Championship Tournament (2014)[6]
- Insanity Pro Wrestling
  - IPW Junior Heavyweight Championship (1 keer)[148]
  - IPW Super Junior Heavyweight Tournament (2010)[148]
- Lucha Underground
  - Lucha Underground Championship (2 keer)[148]
  - Lucha Underground Trios Championship (1 keer) – met Dragon Azteca Jr. & Rey Mysterio[148]
  - Aztec Warfare I[6]
  - The Cueto Cup (2016)[6]

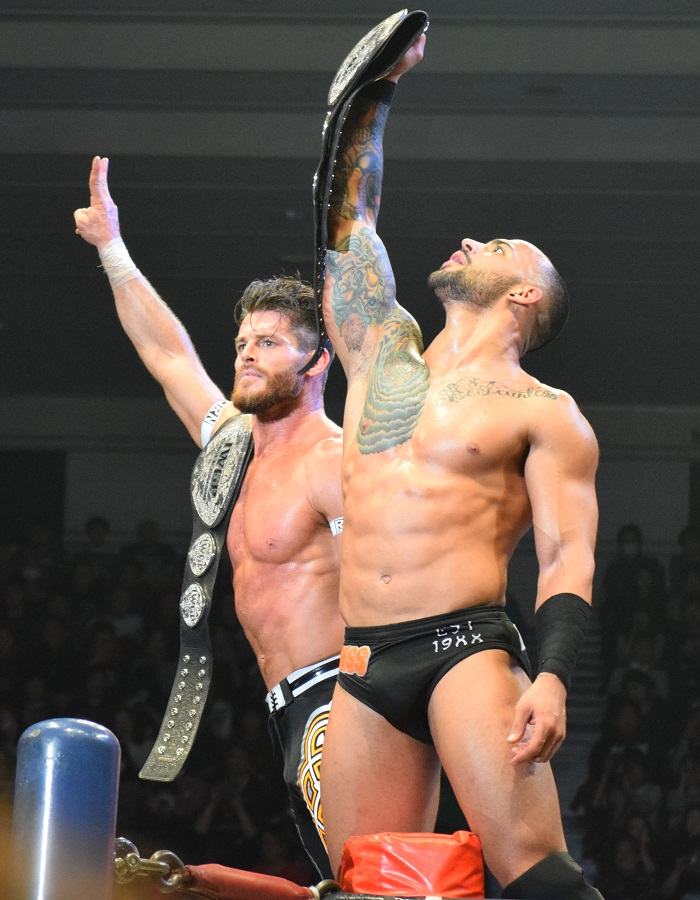
Ricochet (rechts) en Matt Sydal met het IWGP Junior Heavyweight Tag Team Championship

- New Japan Pro WrestlingRicochet (rechts) en Matt Sydal met het IWGP Junior Heavyweight Tag Team Championship
  - IWGP Junior Heavyweight Tag Team Championship (3 keer) – met Matt Sydal (2) & Ryusuke Taguchi (1)[148]
  - NEVER Openweight 6-Man Tag Team Championship (3 keer) – met Matt Sydal & Satoshi Kojima (1), David Finlay & Satoshi Kojima (1) en Hiroshi Tanahashi & Ryusuke Taguchi (1)[148]
  - Best of the Super Juniors (2014)[6]
  - Super Jr. Tag Tournament (2015) – met Matt Sydal[6]
- Pro Wrestling Guerrilla
  - PWG World Championship (1 keer)[148]
  - Battle of Los Angeles (2014, 2017)[6]
- Pro Wrestling Illustrated
  - Gerangschikt op nummer 261 van de top 500 singles worstelaars in de PWI 500 in 2009[149]
  - Gerangschikt op nummer 407  van de top 500 singles worstelaars in de PWI 500 in 2010[149]
  - Gerangschikt op nummer 396 van de top 500 singles worstelaars in de PWI 500 in 2011[149]
  - Gerangschikt op nummer 227 van de top 500 singles worstelaars in de PWI 500 in 2012[149]
  - Gerangschikt op nummer 127 van de top 500 singles worstelaars in de PWI 500 in 2013[149]
  - Gerangschikt op nummer 53 van de top 500 singles worstelaars in de PWI 500 in 2014[149]
  - Gerangschikt op nummer 16 van de top 500 singles worstelaars in de PWI 500 in 2015[149]
  - Gerangschikt op nummer 15 van de top 500 singles worstelaars in de PWI 500 in 2016[149]
  - Gerangschikt op nummer 46 van de top 500 singles worstelaars in de PWI 500 in 2017[149]
  - Gerangschikt op nummer 35 van de top 500 singles worstelaars in de PWI 500 in 2018[149]
  - Gerangschikt op nummer 21 van de top 500 singles worstelaars in de PWI 500 in 2019[149]
  - Gerangschikt op nummer 56 van de top 500 singles worstelaars in de PWI 500 in 2020[149]
- Revolution Pro Wrestling
  - Undisputed British Tag Team Championship (1 time) – met Rich Swann[148]
- SoCal Uncensored
  - Match of the Year (2013) met  Rich Swann vs. DojoBros (Eddie Edwards & Roderick Strong) & The Young Bucks (Matt & Nick Jackson) op 9 augustus 2013[149]
  - Match of the Year (2016) met Matt Sydal & Will Ospreay vs. Adam Cole & The Young Bucks (Matt & Nick Jackson) op 3 september 2016[149]
  - Wrestler of the Year (2014)[149]
- World Series Wrestling
  - WSW Heavyweight Championship (1 keer)[148]
- Wrestling Observer Newsletter
  - Best Flying Wrestler (2011, 2014, 2015)[149]
  - Best Wrestling Maneuver (2010, 2011) Double rotation moonsault[149]
  - Best Flying Wrestler of the Decade (2010s)[149]
  - Most Underrated (2020)[149]
- WWE
  - WWE United States Championship (1 keer)[148]
  - WWE Intercontinental Championship (1 keer)[148]
  - NXT North American Championship (1 keer)[148]
  - Dusty Rhodes Tag Team Classic (2019) – met Aleister Black[6]
  - NXT Year-End Award voor Breakout Star of the Year (2018)[149]